# Acer prolificum
Acer prolificum é uma espécie de árvore do gênero Acer, pertencente à família Aceraceae.